# Guillaume Coustou
Guillaume Coustou (Lyon, 29 de noviembre de 1677 - París, 22 de febrero de 1746) fue un escultor francés. Fue hermano de Nicolas Coustou y padre de Guillaume Coustou (hijo), ambos escultores de renombre.

## Biografía
Guillaume siguió los pasos de su hermano mayor Nicolas; acogido en París por este último, siguió una enseñanza artística y obtuvo el premio Colbert, lo que le permitió completar su formación en la Academia de Francia en Roma. Sin embargo, era reacio a la disciplina y dejó la Villa Médici poco después, para llevar una vida de bohemia en Roma.
En 1704, de regreso a París, fue admitido en la Real Academia de Pintura y Escultura, y como su hermano, más tarde se convirtió en director de la misma. Trabajó entonces en los encargos oficiales de las grandes obras de Luis XIV. 
Su estilo, grandioso y decorativo, debe mucho a la influencia de Bernini en la corte francesa, aunque supo Coustou añadir un sello personal a sus obras, hasta el punto de ser un precursor de ciertos rasgos propios del Romanticismo.

## Algunas obras
- Los Caballos de Marly constituyen su obra más conocida. Son dos grupos idénticos realizados en mármol entre 1743 y 1745 originalmente destinados al parque del Palacio de Marly. Actualmente se conservan en el Museo del Louvre.
- El Océano y el Mediterráneo, grupo en bronce en el parque de Marly.
- Nicolas Coustou (1658-1733), terracota.
- Apolo persiguiendo a Dafne, mármol.